# Comphotis irrorata
Comphotis irrorata är en fjärilsart som beskrevs av Frederick DuCane Godman 1903. Comphotis irrorata ingår i släktet Comphotis och familjen Riodinidae. Inga underarter finns listade i Catalogue of Life.